# Mancomunidad Rutas de Alba
La mancomunidad Rutas de Alba es una agrupación administrativa de municipios en la provincia de Salamanca, Castilla y León, España.

## Municipios
- Alba de Tormes (Anejos: Amatos de Alba, Palomares de Alba, Torrejón de Alba y El Pinar De Alba)
- Aldeaseca de Alba
- Martinamor
- Pedrosillo de Alba (Anejo: Turra de Alba)
- Peñarandilla
- Terradillos